# Chaim Weizmann
Pour les articles homonymes, voir Weizmann.
Chaim Weizmann ou Haim Weizmann (חיים ויצמן), né le 27 novembre 1874 à Motal (actuelle Biélorussie) et mort le 9 novembre 1952 à Rehovot (Israël), est un chimiste et homme d'État russe, britannique puis israélien.
Inventeur d'un procédé de fabrication de composants d'explosifs mis en œuvre par l'industrie britannique pendant la Première Guerre mondiale, il prend la tête de l'Organisation Sioniste Mondiale, assumant la responsabilité de président par deux fois, de 1920 à 1931, puis de 1935 à 1946.
Il est le fondateur en 1934 de l'Institut Weizmann des sciences et sera le premier président de l'État d'Israël entre 1949 et 1952.

## Biographie
Chaim Weizmann nait dans le petit village de Motal (Motyli) près de Pinsk en Russie blanche, alors province de l'Empire russe. Il est diplômé de chimie de l'université de Fribourg en Suisse en 1899, puis enseigne à l'université de Genève de 1901 à 1903 puis à l'université de Manchester à partir de 1904. À cette date, il s'installe en Grande-Bretagne.
En 1906, il épouse à Zoppot, en Prusse, Vera Chatzman. Ils ont deux fils, Benjamin (1907-1980), et Michael (1916-1942), qui sert en tant que pilote de la Royal Air Force pendant la Seconde Guerre mondiale.
Devenu sujet de sa Majesté en 1910, Chaim Weizmann s'investit dans l'effort de guerre britannique durant la Première Guerre mondiale. Il effectue un stage dans le laboratoire d'Auguste Fernbach où il apprend la fermentation bactérienne. À son retour en Angleterre, il améliore le processus et en 1916, met au point un mécanisme de fermentation bactérienne permettant de produire de grandes quantités de substances, telles que l'acétone, essentielles à la fabrication d'explosifs pour les Alliés. Au total, le procédé Weizmann a fourni 9,6 % de la production totale d'acétone par les Britanniques durant la Première Guerre mondiale.

### Le sionisme

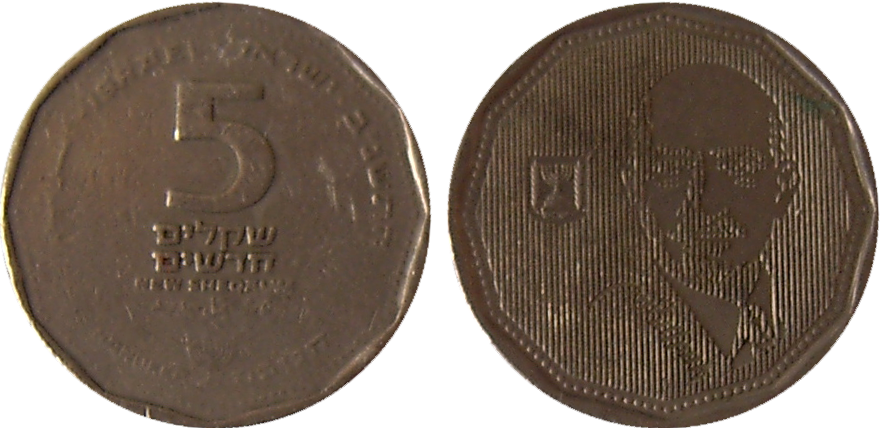
Pièce de 5 shekalim, pièce commémorative à l'effigie de Chaim Weizmann.

Chaim Weizmann se rallie au sionisme dès les débuts de celui-ci. Il participe en août 1897 au premier congrès sioniste de Bâle aux côtés de Théodore Herzl devenant ainsi l'un des chefs de file du mouvement .

En 1903, il fonde à Genève son parti, la Fraction démocratique, qui milite en faveur du « sionisme pratique », et qui sera une des bases du parti des sionistes généraux, un parti sioniste libéral et modéré, qui sera créé au début des années 1920. Au cours de cette période genevoise, il fonde la première maison d'édition sioniste, Der Jüdische Verlag, puis s'attaque à l'un des projets qui lui tient le plus à cœur : la future création de l'université hébraïque de Jérusalem,.

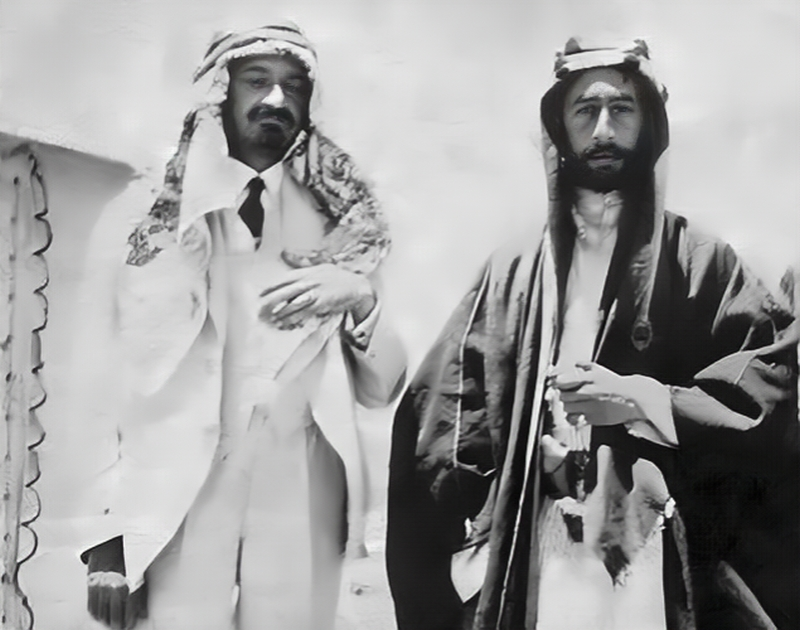
1918. L'émir Fayçal I et Chaim Weizmann (à gauche, portant une tenue arabe en signe d'amitié).

Alors que débute la Première Guerre mondiale, Weizmann est une personnalité importante du mouvement sioniste, doté d'une grande expérience politique. Il siège à la direction de l'Organisation sioniste et il est vice-président de la Fédération sioniste britannique. Il a par ailleurs acquis la nationalité britannique et s'est établi comme un chimiste réputé à Manchester.
À la suite de ses travaux de recherche (fermentation bactérienne) ayant permis de fabriquer en grande quantité à partir de 1915 l'acétone indispensable à la fabrication de la cordite (explosif utilisé notamment pour les obus de la Royal Navy), il obtient en remerciement par Lloyd George (alors Minister of Munitions) l'appui britannique à la création d'un État pour les juifs.
Il travaille alors avec Lord Balfour, également très concerné en tant que premier Lord de l'Amirauté, à la rédaction d'une déclaration favorable à l'établissement d'un « foyer national juif » en Palestine.
Le 3 janvier 1919, il signe avec l'émir Fayçal ibn Hussein, futur roi d'Irak, un accord régissant les relations entre Juifs et Arabes au Proche et Moyen-Orient. La même année, il déclare : « Nous demandons la possibilité de nous installer en Palestine et, quand nous serons la majorité, nous en réclamerons le gouvernement ».
À partir de 1920, il est à la tête de l'Organisation sioniste mondiale, assumant la responsabilité de président par deux fois, de 1920 à 1931, puis de 1935 à 1946. À ce titre, il rencontre dans l'entre-deux-guerres de nombreux hommes politiques américains et européens, dont Mussolini à trois reprises,. Lors de sa seconde rencontre avec Benito Mussolini en 1934, ce dernier déclare que Jérusalem ne peut être une capitale arabe ; Weizman propose de mettre à disposition de l'Italie fasciste une équipe de savants juifs,.
En 1921, il monte avec Albert Einstein le projet de l'université hébraïque de Jérusalem. En 1929, il devient président de l'Agence juive à sa fondation.
Ils rencontrent divers responsables politiques européens pour les inciter à s'opposer à l'Allemagne nationale-socialiste et à soutenir le sionisme.

### Chef de l'État d'Israël
Lors d'une rencontre avec le président américain Harry Truman, Weizmann obtient le soutien des États-Unis pour la création d'un futur État d'Israël. Trois jours après la déclaration d'indépendance en 1948, il devient chef de l'État d'Israël en qualité de président du Conseil d'État provisoire.
Il a alors une déclaration de tolérance envers les minorités israéliennes (Arabes chrétiens, musulmans, Druzes, Bédouins et Tcherkesses) affirmant que la résidence présidentielle leur est ouverte, qu’elle « est la maison de tous les citoyens ».
L'année suivante, à la suite des premières élections législatives, la Knesset l'élit premier président de l'État d'Israël, titre purement honorifique et n'ayant pas de réelle signification politique. Il demeure en fonction du 17 février 1949 à sa mort.
Auteur d'un grand nombre de publications dans des revues scientifiques[Lesquelles ?], il fonde l'Institut Weizmann à Rehovot, un institut de recherche scientifique.
Il est l'oncle d'Ezer Weizman, pilote de chasse, fondateur des forces aériennes israéliennes et septième président d'Israël (entre 1993 et 2000).

## Citation
"La Palestine ne peut pas absorber les juifs de l'Europe. Nous voulons que les meilleurs de la jeunesse nous joignent. Nous voulons uniquement des gens instruits en Palestine afin d'enrichir la culture. Les autres juifs doivent rester là où ils sont et faire face au sort qui les attend. Ces millions de juifs ne sont que de la poussière sur les roues de  l'histoire et ils peuvent se faire emporter par le vent. Nous ne voulons pas qu'ils inondent la Palestine.Nous ne voulons pas que Tel -Aviv devienne un autre ghetto pauvre."

Quand l'historien de l'avenir assemblera  la triste histoire de notre temps, il trouvera deux choses incroyables ; premièrement, le crime lui-même, deuxièmement, la réaction du monde à ce crime... Il sera étonné de l'apathie du monde civilisé devant cet énorme et systématique massacre d'êtres humains... Il ne parviendra pas à comprendre pourquoi il aura fallu émouvoir la conscience du monde. Avant tout et surtout il ne parviendra pas à comprendre pourquoi il aura fallu supplier les nations libres, dressées contre une barbarie ressuscitée (...). Deux millions de Juifs ont déjà été exterminés. Le monde ne peut plus prétendre que ces faits horribles sont inconnus ou non confirmés. (1943)

## Écrits
- Weizmann, Chaim (1918). What is Zionism. London.
- Weizmann, Chaim (1949). Trial and Error: The Autobiography of Chaim Weizmann. Jewish Publication Society of America.
- Weizmann, Chaim (1949). Autobiography: Chaim Weizmann. London: Hamilton Ltd.
- Weizmann, Chaim (janvier 1942). "Palestine's role in the solution of the Jewish Problem". Foreign Affairs.